# Fika (Nigeria)
Fika es una localidad del estado de Yobe, en Nigeria, con una población estimada en marzo de 2016 de 194 000 habitantes.
Se encuentra ubicada al noreste del país, cerca de la frontera con Níger y al este de la ciudad de Kano.